# Socket 479
Il Socket 479 è il socket introdotto da Intel con le CPU Pentium M basate sul  core Banias e poi utilizzato anche per quelli Dothan, oltre che per i Celeron M Banias-512 e Dothan-1024. Dato che il Pentium M è nato con questo socket, esso non è il successore di nessun altro a meno che non si voglia far riferimento al Socket 478 utilizzato nei Pentium 4 desktop, ma anche in quelli mobile, come il Pentium 4-M e il Mobile Pentium 4.
Per rendere un processore Pentium M compatibile con una motherboard desktop basata su Socket 478, ASUS ha sviluppato un adattore chiamato CT-479.